# Erlöserkirche (Freiburg im Breisgau)

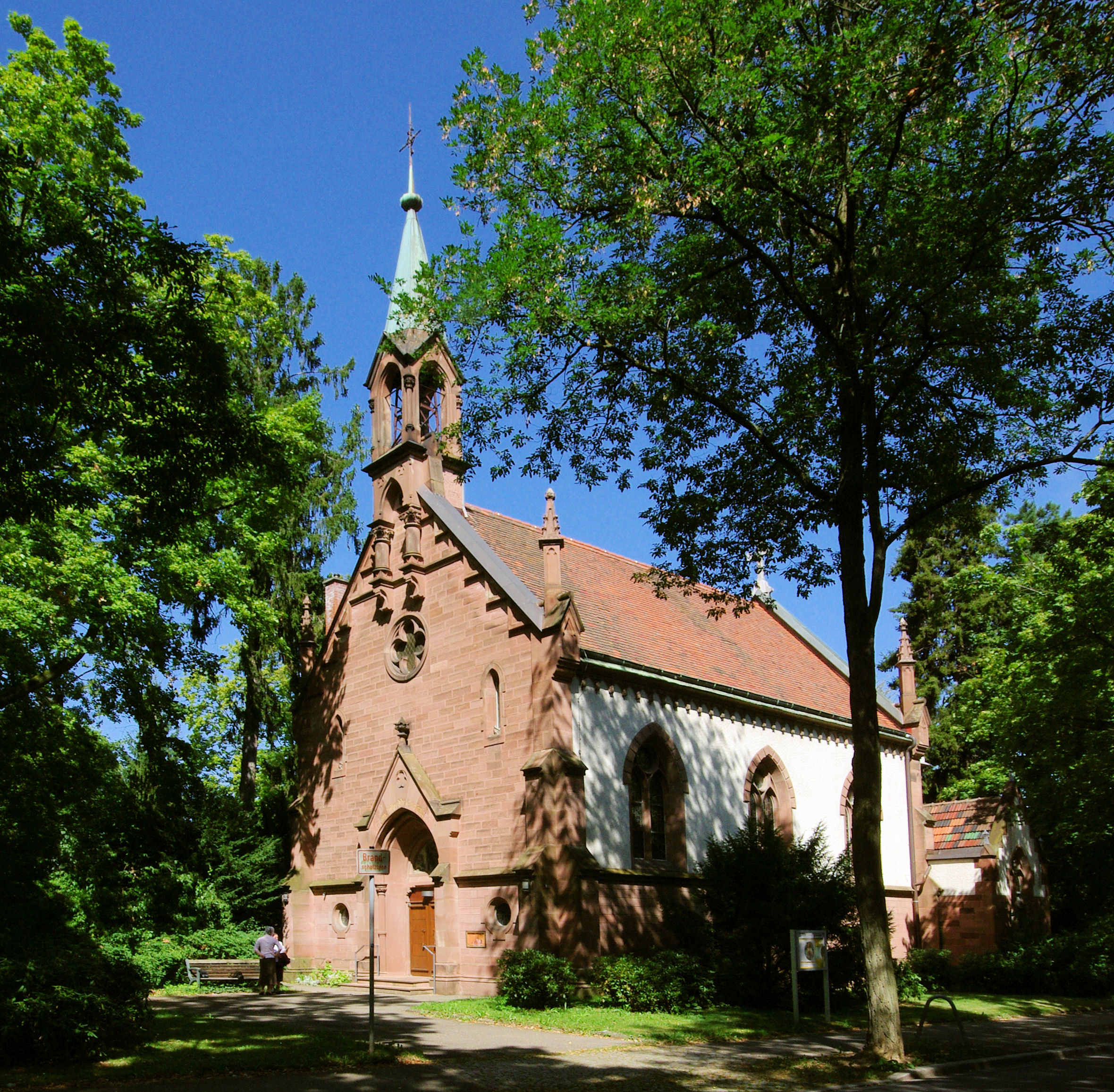
Erlöserkirche Freiburg

Die Erlöserkirche ist das Gotteshaus der Gemeinde Freiburg der Evangelisch-Lutherischen Kirche in Baden. Sie befindet sich im Stadtteil Neuburg an der Stadtstraße neben dem Alten Friedhof.

## Geschichte
Die Kirche mit Sakristei wurde nach den Plänen des Architekten und Bauunternehmers Friedrich Ploch 1894–1895 im neugotischen Stil auf einem Grundstück errichtet, das von der Stadt Freiburg kostenlos zur Verfügung gestellt worden war. Die Bauzeit sollte sechs Monate betragen, als Kostenrahmen waren 30.000 Mark vorgesehen. Stifterin der Kirche war Frau Betti Fischer. Die Grundsteinlegung war am 14. Oktober 1894, die Einweihung der Kirche wurde am 6. Oktober 1895 gefeiert. Da hatte die Kirche 33.000 Mark gekostet, allerdings ohne Inneneinrichtung.

## Beschreibung

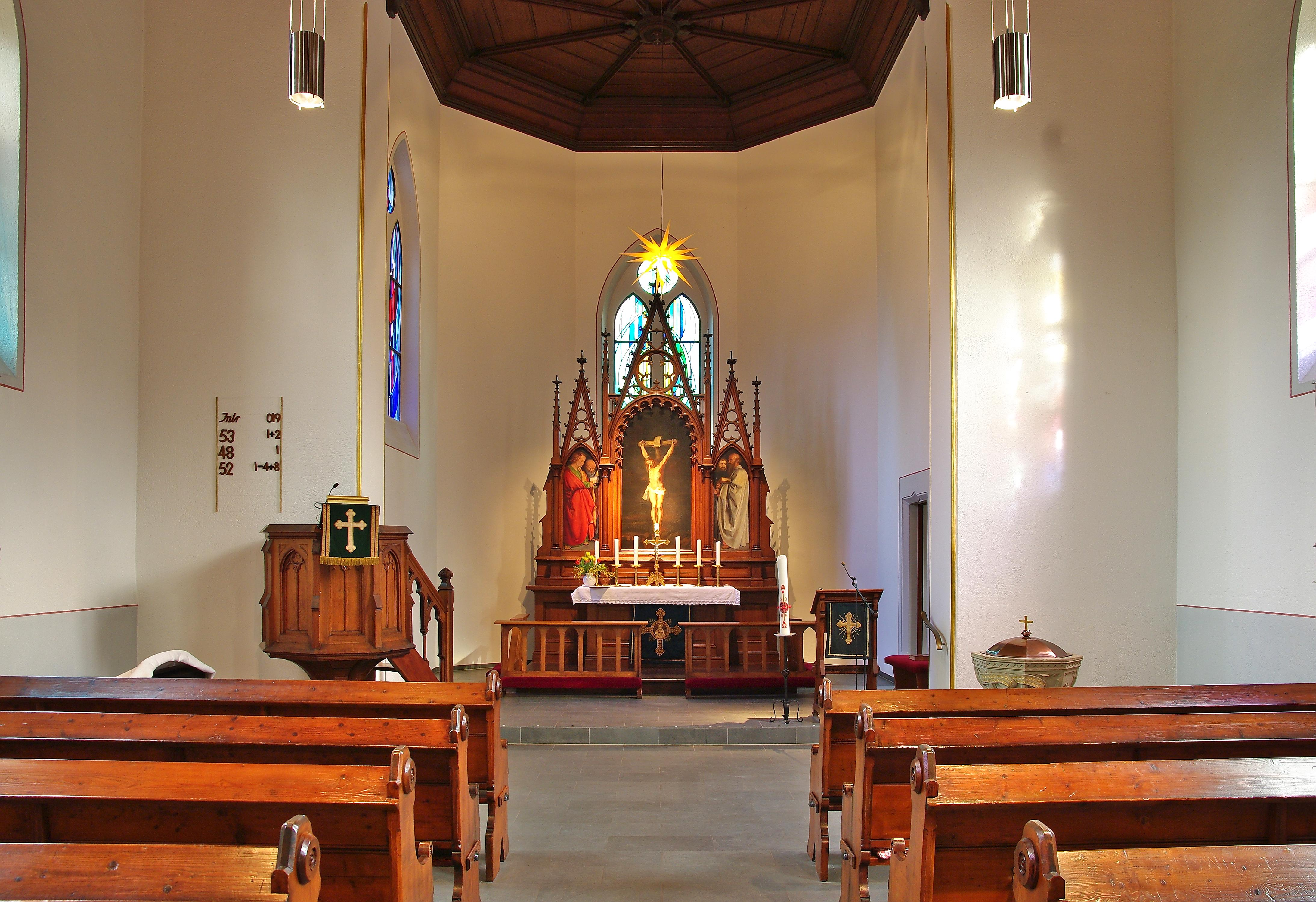
Inneres der Erlöserkirche

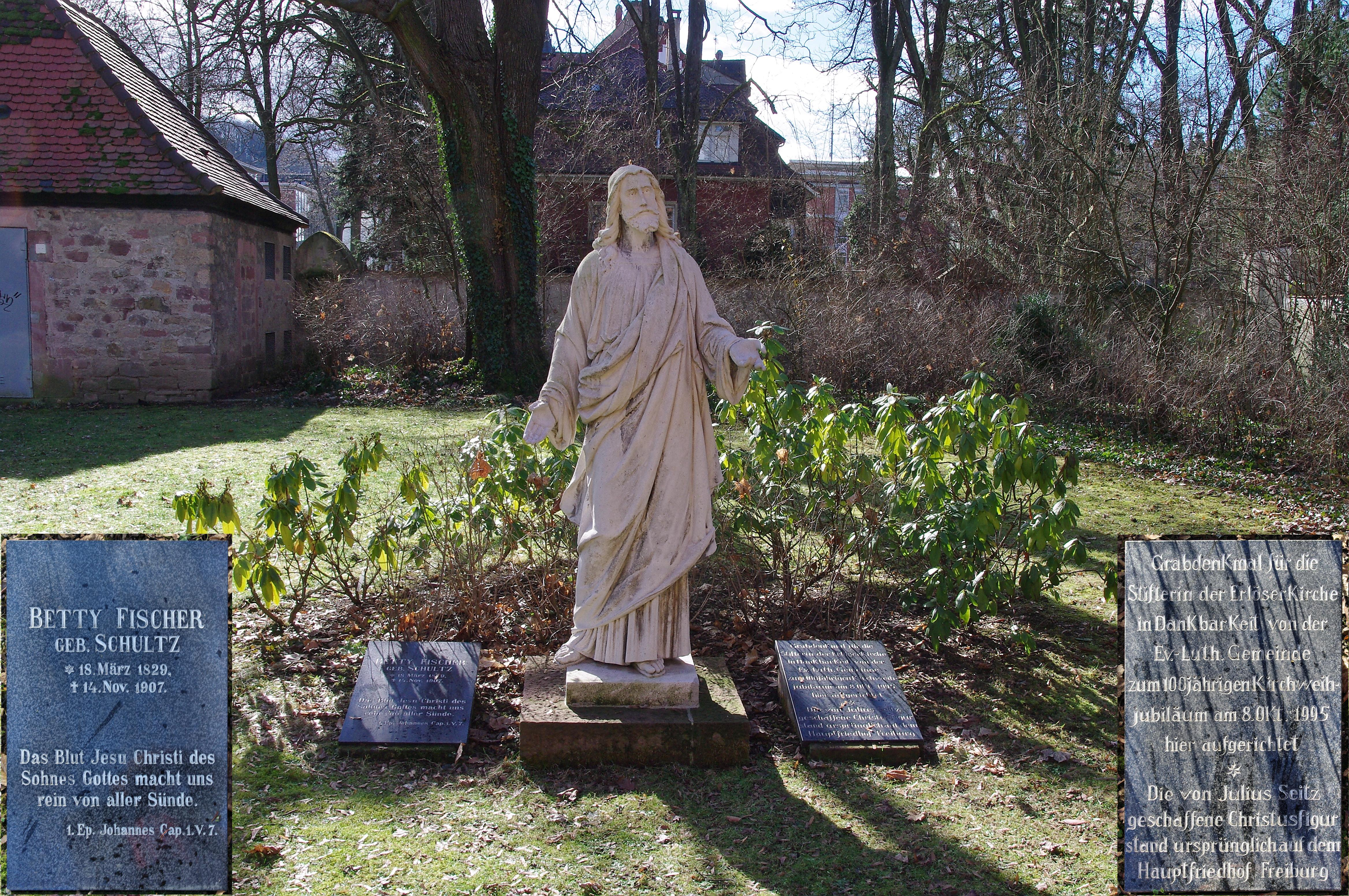
Christusfigur bei der Kirche

Das Satteldach des schlichten Saalbaus mit eingezogenem Chor im Fünfachtelschluss ist mit glasierten Ziegeln gedeckt. Der Giebel der nach Süden gerichtete Fassade ist mit einem Dachreiter gekrönt, der eine 107 kg schwere Stahlglocke des Bochumer Vereins mit der Aufschrift „Ehre sei Gott in der Höhe“ enthält.
Das Sandsteinrelief über dem Eingang ist eine Darstellung des „Guten Hirten“, ausgeführt von dem Freiburger Bildhauer Julius Seitz.
Im Innern ist die Kirche insgesamt 20 Meter lang, 9 Meter breit und 8 Meter hoch. Sechs Spitzbogenfenster im Langhaus und drei im Chor belichten den Innenraum. Sie stammen aus der Freiburger Glasmalerwerkstatt Helmle & Merzweiler.
Die Kanzel und der Altaraufsatz – aus Eichenholz geschnitzt – wurden von Holzbildhauer Gustav Kuntzsch aus Wernigerode/Harz geschaffen. Die Altarbilder sind Gemäldekopien von Peter Paul Rubens (Kreuzigung, Mitte) und Albrecht Dürer (Die vier Apostel, Flügel).
Bei der Kirche steht eine lebensgroße Christusfigur von Julius Seitz. Dies war das Grabdenkmal der Stifterin Betti Fischer. Nach der Auflassung ihres Grabes hatte die Erlösergemeinde erreicht, dass ihr diese Statue von der Stadt als Leihgabe überlassen wurde.